# Isidore Finance
Isidore Finance, né à Sainte-Croix-aux-Mines le 7 février 1848, décédé à Paris le 16 octobre 1918, est un peintre en bâtiment, syndicaliste, puis fonctionnaire français. 

## Biographie
Ouvrier peintre en bâtiment à Paris, il participe activement à la renaissance du mouvement ouvrier après la défaite de la Commune.  Membre de la Chambre syndicale des peintres en bâtiment, il participe à tous les congrès ouvriers de 1876 à 1880. Critiquant le recours à la violence, le collectivisme et même la coopération, Finance fait l'éloge de la propriété privée. La condition ouvrière pourrait être améliorée, selon lui, grâce à l'« éducation intégrale » par la collaboration avec le patronat, mais aussi par des syndicats indépendants des partis politiques. 
Il fonde un Cercle des ouvriers positivistes dont il cède la présidence en 1880 à son compatriote Auguste Keufer pour prendre la tête de la Société positiviste.
À partir de 1882, il milite dans le parti « possibiliste » ou Fédération des travailleurs socialistes de France. En 1891, grâce à l'un de ses confrères positivistes, le docteur Paul Dubuisson, il entre au ministère du Commerce. Il y devient chef du bureau des associations professionnelles de l'Office du travail. En cette qualité, il dirige une grande enquête sur les associations professionnelles ouvrières et améliore la statistique des grèves. Il passe au ministère du Travail lors de sa création où il termine sa carrière comme sous-directeur.
La médiathèque "La Boussole" de Saint-Dié-des-Vosges conserve la bibliothèque personnelle d'Isidore Finance, composée de 5000 volumes.